# Гольденберг, Пётр Исаакович
Пётр Исаа́кович Го́льденберг (3 [16] января 1902, Симферополь — 22 ноября 1971) — советский архитектор и градостроитель, специалист по проектированию жилых кварталов.
Пётр Гольденберг внес весомый вклад в формирование принципов архитектурно-пространственной организации жилого квартала в СССР на первом этапе появления этой проблемы в начале 1930-х годов. В течение этого десятилетия входил в узкий круг советских специалистов, которые разрабатывали нормативы проектирования жилых кварталов и формулировали архитектурно-градостроительные принципы их устройства.

## Биография
Пётр Гольденберг родился 3 (16) января 1902 года в Симферополе. Отец — Исаак-Израиль Абрамович-Шлёмович Гольденберг — окончил юридической факультет Императорского Харьковского университета, работал учителем. Был убит 18 (31) октября 1905 в Симферополе во время разгрома черносотенцами революционной демонстрации, окончившейся еврейским погромом. Мать — Рахиль-Лея Лейбовна (Розалия Львовна) Гольденберг — работала учительницей. После смерти мужа одна воспитывала двоих сыновей — старшего Петра и родившегося годом позднее Бориса.
В 1911—1920 году учился в восьмиклассном Коммерческом училище Симферопольского купеческого общества и окончил его с золотой медалью. В 1920 году поступил на историко-филологический факультет Таврического университета. Здесь он проучился до конца весеннего семестра 1923 года, окончив только 2 курса. Вместе с этим с конца декабря 1921 по август 1923 года Пётр Гольденберг работал чертёжником в Статистическом отделе Крымского Совета профессиональных союзов. В 1923 году Гольденберг был командирован для учёбы в Москву. Он поступил на архитектурный факультет ВХУТЕМАСа и окончил его в 1929 году.
В июне 1928 года, во время учёбы во ВХУТЕМАСе, Пётр Гольденберг начал работать в Планировочно-земельном отделе Московского коммунального хозяйства (МКХ). Сначала он работал районным инженером Пролетарского района и был занят на оперативной работе по планировке Москвы. Позднее занимался научно-исследовательской работой в том же отделе. К конце декабря 1932 года был уволен «по сокращению штатов».
С 1 января 1933 года Пётр Гольденберг работал старшим научным сотрудником в Секторе планировки Академии коммунального хозяйства (АКХ) в Москве. В ноябре 1934 года покинул АКХ по собственному желанию, чтобы вернуться в Отдел планировки Моссовета. В апреле 1936 года Гольденберг по решению врачебно-трудовой экспертной комиссии получил временную инвалидность — его болезнь была вызвана смертью его младшего брата Бориса от туберкулёза и последовавшим за этим помешательством их матери. Из-за этого он не работал в течение полугода.
С октября 1936 Пётр Гольденберг работал в качестве старшего научного сотрудника Кабинета планировки и садово-парковой архитектуры Всесоюзной академии архитектуры. В апреле 1939 года он вновь получил временную инвалидность и не мог работать в полную силу, однако продолжал работу в академии на договорных началах до января 1942 года — тогда он вернулся на должность старшего научного сотрудника уже в Институт градостроительства Академии архитектуры СССР.
В 1961 году Гольденберг уволился Института градостроительства. После этого и вплоть до своей смерти в 1971 году он продолжал изучать историю развития Москвы, собирал весь доступный материал, в том числе о развитии и реконструкции города в 1920-е – 1930-е годы.
Умер 22 ноября 1971 года.

## Работы
Первой заметной работой Гольденберга стало участие в разработке проекта планировки Москвы — в 1930 году в Планировочно-земельном отделе Моссовета под руководством В. Н. Семенова он совместно с архитекторами С. А. Болдыревым и В. И. Долгановым выполнил «Эскизную схему перепланировки Москвы». Во второй половине 1931 года в журнале «Советская архитектура» архитекторами была опубликована статья «Вопросы перепланировки», в которой они описали принципы, лежавшие в основе этого проекта. По словам авторов публикации предлагаемая ими схема перепланироваки носила гипотетический характер. В соответствии с ней социалистическая реконструкция Москвы должна была заключаться «в расчленении исторически сложившегося городского пятна согласно сознательно осуществляемого плана на систему городов-комплексов, расположенных вокруг старого городского центра».
В том же 1931 году Петром Гольденбергом и Виталием Долгановым были опубликованы две статьи – «Капитальное или облегчённое стандартное строительство», «Жилой комбинат» – и книга «Проблема жилого квартала». Эти работы свидетельствовали о том, что разработка проекта планировки Москвы не остановилась на уровне концептуальной схемы. Темой исследования, о результатах которого сообщалось в этих публикациях, была выработка принципов проектирования жилой застройки Москвы.
Две следующие работы Гольденберга так же были связаны с разработкой проекта планировки Москвы: конкурсный проект планировки Центрального парка культуры и отдыха, выполненный совместно с Долгановым под эгидой Всесоюзного объединения пролетарских архитекторов (ВОПРА), и анализ конкурсных схем планировки Москвы, разработанных в 1932 году.

### Статьи
- Гольденберг П. И., Долганов В. И. Капитальное или облегченное стандартное строительство // Строительство Москвы : Журнал. — 1931. — Май (№ 5). — С. 11—16.
- Болдырев С. А., Гольденберг П. И., Долганов В. И. Вопросы перепланировки // Советская архитектура : Журнал. — 1931. — № 4. — С. 32—37.
- Гольденберг П. И., Долганов В. И. Жилой комбинат // Коммунальное хозяйство : Журнал. — 1931. — № 13—14. — С. 21—27.
- Гольденберг П. И., Гольденберг Б. И. Задачи социалистической реконструкции Москвы (Проекты перепланировки Москвы) // Советская архитектура : Журнал. — 1933. — № 1. — С. 14—25.
- Гольденберг П. И. Строчная или периметральная застройка кварталов // Строительство Москвы : Журнал. — 1933. — Январь (№ 1). — С. 31—34.
- Гольденберг П. И. Рецензия на книгу Ю. Круглякова «Реконструкция жилых кварталов» // Архитектура СССР : Журнал. — 1934. — № 8.
- Гольденберг П. И. Лучший проект — проект арх. Алабяна и Симбирцева // Строительство Москвы : Журнал. — 1935. — № 1. — С. 18—19.
- Гольденберг П. И. Рецензия на статью Г. В. Шелейховского «Жилой квартал как низовое звено города, его элементы и нормативы» // Планировка и строительство городов : Журнал. — 1935. — № 7. — С. 48—49.
- Гольденберг П. И. Квартал в новой Москве // Архитектура СССР : Журнал. — 1935. — № 10—11. — С. 59—63.
- Гольденберг П. И., Гольденберг Б. И. Как росла старая Москва // Архитектура СССР : Журнал. — 1935. — № 10—11. — С. 94—104.
- Гольденберг П. И. Планировка жилого квартала // Строительство Москвы : Журнал. — 1935. — № 15. — С. 19—21.
- Гольденберг П. И. Новые жилые кварталы за рубежом // Архитектура за рубежом : Журнал. — 1935. — № 5. — С. 4.
- Гольденберг П. И. Жилой квартал Москвы // Планировка и строительство городов : Журнал. — 1935. — № 10. — С. 5—7.
- Гольденберг П. И. Как росла Москва // Строительство Москвы : Журнал. — 1936. — № 18. — С. 25—27.
- Гольденберг П. И. Возможна ли чисто периметральная застройка московских кварталов // Строительство Москвы : Журнал. — 1936. — № 18. — С. 14—16.
- Гольденберг П. И. Опыт проектирования новых жилых кварталов // Архитектура СССР : Журнал. — 1936. — № 9. — С. 24—28.
- Гольденберг П. И. Планировка жилого квартала // Архитектурная газета. — 1937. — 4 января (№ 1 (145)). — С. 2.
- Гольденберг П. И. Планы старой Москвы // Архитектура СССР : Журнал. — 1940. — № 4. — С. 68—70.

### Книги
- Гольденберг П. И., Долганов В. И. Проблема жилого квартала / предисловие В. Н. Семёнова. — М.—Л.: Техника управления, 1931. — 96 с.
- Гольденберг П. И., Гольденберг Б. И. Планировка жилого квартала Москвы XVII, XVIII и XIX вв. / под редакцией Л. М. Перчика и И. Е. Бондаренко. — М.—Л.: Главная редакция строительной литературы, 1935. — 179 с.
- Гольденберг П. И., Аксельрод Л. С. Набережные Москвы. Архитектура и конструкция. — М.: Государственное архитектурное издательство Академии архитектуры СССР, 1940. — 256 с.
- Гольденберг П. И. Старая Москва. — М.: Издательство Академии архитектуры СССР, 1947. — 96 с.
- Бабуров В. В., Гольденберг П. И., Залесская Л. С. и др.; Академия архитектуры СССР, Институт градостроительства. Планировка и застройка городов. — М.: Государственное издательство литературы по строительству и архитектуре, 1956. — 346 с.